# Jodis colpostrophia
Jodis colpostrophia là một loài bướm đêm trong họ Geometridae.